# Isopterygium exiguum
Isopterygium exiguum är en bladmossart som beskrevs av Kindberg 1891. Isopterygium exiguum ingår i släktet Isopterygium och familjen Hypnaceae. Inga underarter finns listade i Catalogue of Life.